# 1841 год в литературе

## Произведения
- «Автомат» — роман Ивана Калашникова
- «Аптекарша» — повесть Владимира Соллогуба.
- «Дедушкино кресло» (Grandfather’s Chair) — книга американского писателя Натаниела Готорна.
- «Дерево свободы» (Liberty Tree) — книга американского писателя Натаниела Готорна.
- «Зверобой, или Первая тропа войны» — роман Джеймса Фенимора Купера.
- «Знаменитые старики» (Famous Old People) — книга американского писателя Натаниела Готорна.
- «Крушение "Великого Океана"» — робинзонада Фредерика Марриета.
- «Кузьма Петрович Мирошев» — роман Михаила Загоскина.
- «Листок» — стихотворение М. Ю. Лермонтова.
- «Низвержение в Мальстрём» — рассказ Эдгара Аллана По.
- «Пиппа проходит мимо» — пьеса Роберта Браунинга.
- «Убийство на улице Морг» — первая детективная новелла Эдгара Аллана По.
- «Упырь» — готическая повесть Алексея Константиновича Толстого.

### Литературоведение
- «Русская литература в 1840 году» — обзор В. Г. Белинского.
- «Стихотворения М. Ю. Лермонтова» — статья В. Г. Белинского.

## Родились
- 6 апреля — Иван Захарович Суриков, русский поэт (умер в 1880).
- 7 июля — Милорад Попович Шапчанин, сербский поэт и прозаик (умер в 1895).
- 21 июля — Эммануил Боздех, чешский драматург, переводчик.
- 22 июля – Соломон Левенталь, польский издатель и книготорговец.
- 5 (17) сентября — Фёдор Михайлович Решетников, русский писатель (умер в 1871).
- 20 октября — Гюстав Оноре Франсуа Изамбер, французский журналист, публицист и политический деятель.

## Умерли
- 20 мая — Джозеф Бланко Уайт, английский поэт, писатель.
- 27 июля — Михаил Юрьевич Лермонтов, русский поэт (родился в 1814).